# Плейсървил
Плейсървил (на английски: Placerville) е град в окръг Бойзи, щата Айдахо, САЩ. Плейсървил е с население от 60 жители (2000) и обща площ от 2,6 km². Намира се на 1318 m надморска височина. ЗИП кодът му е 83666, а телефонният му код е 208.